# Diana Rigg
Dame Diana Rigg, nome completo Enid Diana Elizabeth Rigg (Doncaster, 20 luglio 1938 – Londra, 10 settembre 2020), è stata un'attrice britannica.
In gioventù ha ottenuto successo con il ruolo di Emma Peel nella serie televisiva Agente speciale e di Teresa "Tracy" Draco in Agente 007 - Al servizio segreto di Sua Maestà , mentre in età più avanzata è stata la "Regina di Spine" Olenna Tyrell nella serie Il Trono di Spade.

## Biografia

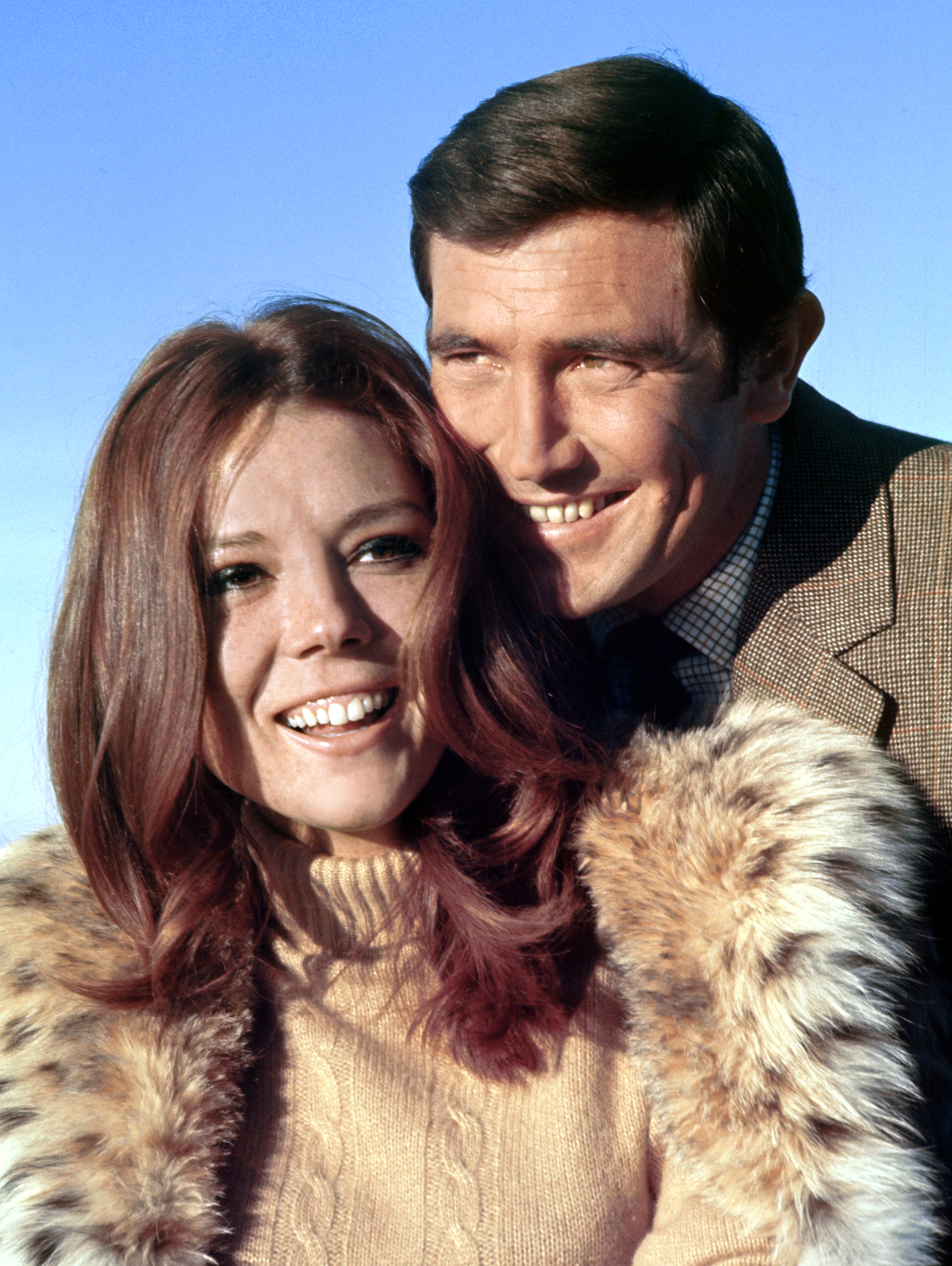
Da sinistra: la Bond girl Rigg e George Lazenby sul set di Agente 007 - Al servizio segreto di Sua Maestà (1969)

Nata nello Yorkshire da Louis Rigg, ingegnere ferroviario, e Beryl Helliwell, si trasferì con tutta la famiglia in India quando aveva solo due mesi di vita, e vi rimase fino al 1946, imparando anche a parlare l'hindi. Nel 1962 interpretò a teatro il ruolo di Cordelia, figlia minore di Re Lear (interpretato da Paul Scofield), nella tragedia omonima di Shakespeare, sotto la direzione di Peter Brook.
Divenne nota al pubblico televisivo nel 1967 con il ruolo di Emma Peel in Agente speciale, serie di grande successo in cui recitò in coppia con Patrick Macnee e che abbandonò dopo due anni per interpretare al cinema il personaggio di Tracy Bond in Agente 007 - Al servizio segreto di Sua Maestà (1969), accanto a George Lazenby. Divenne un membro del RADA Council e nel 1967 un'attrice associata della Royal Shakespeare Company. Fu inoltre la prima attrice a recitare nuda sul palco (con Keith Michell) nella produzione teatrale Abelard and Heloise (1970).
Nel giugno 1994 ricevette il titolo di Dame Commander of the Order of the British Empire (DBE) dalla regina Elisabetta II per i suoi contributi teatrali e cinematografici. Era inoltre Cancelliere della Stirling University della Scozia. Da quest'università ricevette una laurea onoraria nel 1988, e nel 1992 dall'Università di Leeds. Dal 2013 al 2017 apparve più volte in Il Trono di Spade, nel ruolo della "Regina di Spine" Olenna Tyrell, per il quale ottenne la candidatura come Outstanding Guest Actress in a Drama Series alla 65ª edizione dei Primetime Emmy Awards nel 2013 e nel luglio 2014 come Guest Actress agli Emmy.
Tra le sue partecipazioni al cinema, ove esordì nel 1962, si ricordano Assassination Bureau (1969) di Basil Dearden, il citato Agente 007 - Al servizio segreto di Sua Maestà (1969) di Peter R. Hunt, Anche i dottori ce l'hanno (1971) di Arthur Hiller, Oscar insanguinato (1973) di Douglas Hickox e Delitto sotto il sole (1982) di Guy Hamilton. Apparve l'ultima volta sul grande schermo in Ultima notte a Soho (2021) di Edgar Wright, concluso appena prima della morte, il 10 settembre 2020, all'età di 82 anni, avvenuta a causa di un tumore che le era stato diagnosticato nel mese di marzo.

## Vita privata
Si sposò due volte: il 6 luglio 1973 divenne moglie di Menachen Gueffen, da cui divorziò il 3 settembre 1976; il 25 marzo 1982  sposò Archibald Hugh Stirling, nipote del colonnello Sir David Stirling, fondatore dello Special Air Service (SAS), dal quale nel 1977 ebbe una figlia, l'attrice Rachael Stirling, ma anche questo matrimonio si concluse con un divorzio il 31 agosto 1990.

## Filmografia

### Cinema

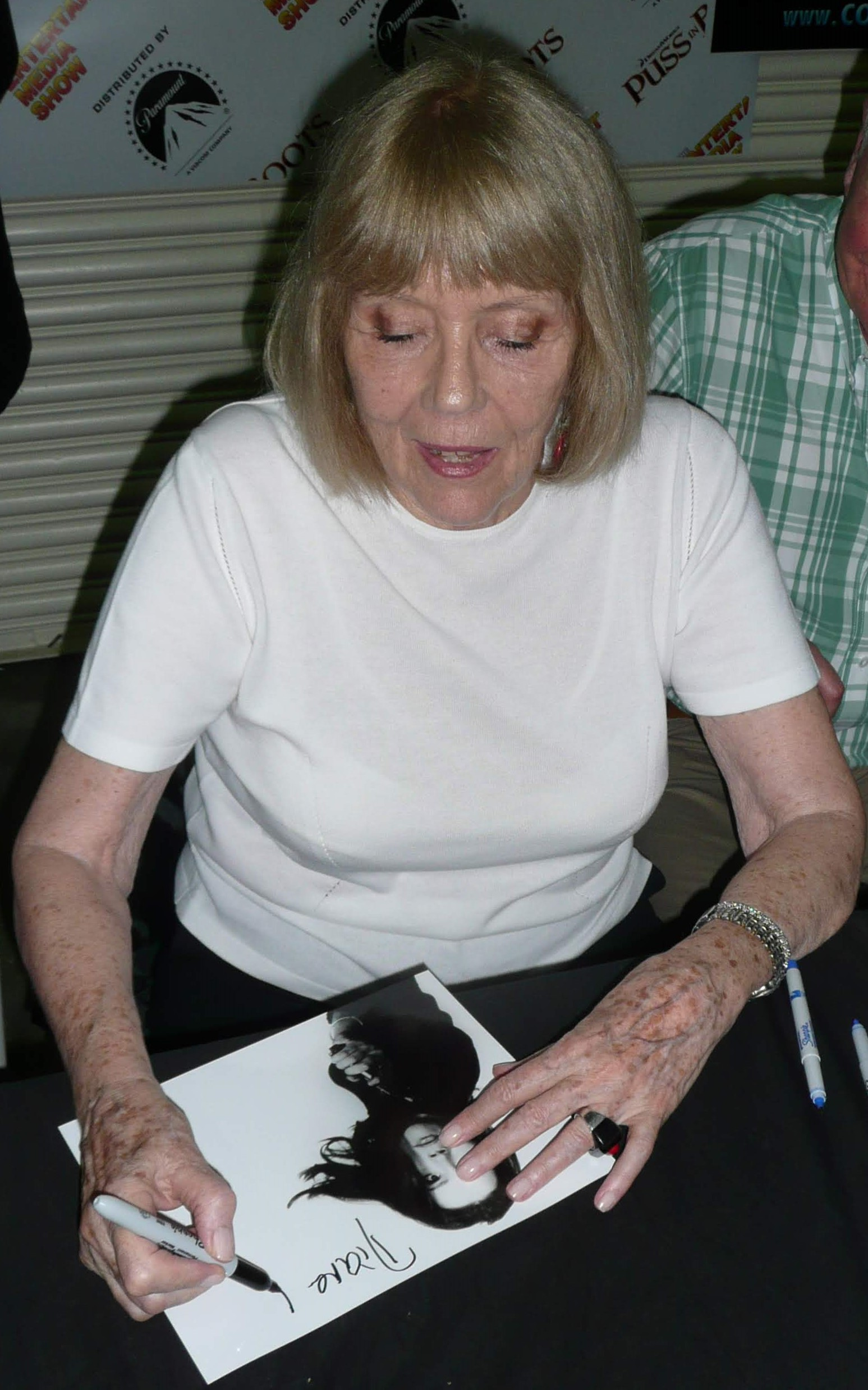
Diana Rigg nel 2011

- Our Man in the Caribbean, regia di Charles Frend (1962)
- A Midsummer Night's Dream, regia di Peter Hall (1968)
- Assassination Bureau (The Assassination Bureau), regia di Basil Dearden (1969)
- Agente 007 - Al servizio segreto di Sua Maestà (On Her Majesty's Secret Service), regia di Peter Hunt (1969)
- Mini-Killers, regia di Wolfgang von Chmielewski (1969) - corto
- 23 pugnali per Cesare (Julius Caesar), regia di Stuart Burge (1970)
- Anche i dottori ce l'hanno (The Hospital), regia di Arthur Hiller (1971)
- Oscar insanguinato (Theatre of Blood), regia di Douglas Hickox (1973)
- Gigi, regia di Harold Prince (1978)
- Giallo in casa Muppet (The Great Muppet Caper), regia di Jim Henson (1981)
- Delitto sotto il sole (Evil Under the Sun), regia di Guy Hamilton (1982)
- Biancaneve (Snow White), regia di Michael Berz (1987)
- Alla ricerca dello stregone (A Good Man in Africa), regia di Bruce Beresford (1994)
- Parting Shots, regia di Michael Winner (1998)
- Heidi, regia di Paul Marcus (2005)
- Il velo dipinto (The Painted Veil), regia di John Curran (2006)
- Ogni tuo respiro (Breathe), regia di Andy Serkis (2017)
- Ultima notte a Soho (Last Night in Soho), regia di Edgar Wright (2021) - postumo

### Televisione
- A Midsummer Night's Dream, regia di Jiří Trnka – film TV (1959)
- The Sentimental Agent – serie TV, 1 episodio (1963)
- Festival – serie TV, episodio 1x11 (1964)
- Armchair Theatre – serie TV, 1 episodio (1964)
- ITV Play of the Week – serie TV, 1 episodio (1965)
- Agente speciale (The Avengers) – serie TV, 51 episodi (1967-1968)
- ITV Saturday Night Theatre – serie TV, 1 episodio (1970)
- Diana – serie TV, 15 episodi (1973-1974)
- Affari di cuore (Affairs of the Heart) – serie TV, 1 episodio (1974)
- Le due suore (In This House of Brede), regia di George Schaefer – film TV (1975)
- Three Piece Suite – serie TV, 6 episodi (1977)
- Oresteia, regia di Bill Hays – miniserie TV (1979)
- Mystery! – serie TV, 6 episodi (1980)
- The Marquise, regia di Christopher Hodson – film TV (1980)
- Hedda Gabler, regia di David Cunliffe – film TV (1981)
- Play of the Month – serie TV, 1 episodio (1982)
- Testimone d'accusa (Witness for the Prosecution), regia di Alan Gibson – film TV (1982)
- Re Lear (King Lear), regia di Michael Elliott – film TV (1983)
- Bleak House, regia di Ross Devenish e Susanna White – miniserie TV (1985)
- Zero in magia (The Worst Witch), regia di Robert Young – film TV (1986)
- Passione sotto la cenere (A Hazard of Hearts), regia di John Hough – film TV (1987)
- Mother Love, regia di Simon Langton – miniserie TV (1989)
- The Play on One – serie TV, 1 episodio (1989)
- In volo per un sogno (Mrs. 'Arris Goes to Paris), regia di Anthony Pullen Shaw – film TV (1992)
- La strada per Avonlea (Road to Avonlea) – serie TV, 1 episodio (1993)
- Running Delilah, regia di Richard Franklin – film TV (1993)
- Screen Two – serie TV, 1 episodio (1993)
- C'era una volta una principessa (Zoya), regia di Richard A. Colla – miniserie TV (1995)
- The Haunting of Helen Walker, regia di Tom McLoughlin – film TV (1995)
- The Fortunes and Misfortunes of Moll Flanders, regia di David Attwood – film TV (1996)
- Sansone e Dalila (Samson and Delilah), regia di Nicolas Roeg – miniserie TV (1996)
- Rebecca, regia di Jim O'Brien – miniserie TV (1997)
- The American, regia di Paul Unwin – film TV (1998)
- The Mrs. Bradley Mysteries – serie TV, 5 episodi (1998-2000)
- In the Beginning - In principio era (In the Beginning), regia di Kevin Connor – miniserie TV (2000)
- Victoria & Albert, regia di John Erman – miniserie TV (2001)
- Murder in Mind – serie TV, 1 episodio (2003)
- Carlo II - Il potere e la passione (Charles II: The Power & the Passion), regia di Joe Wright – miniserie TV (2003)
- Extras – serie TV, 1 episodio (2006)
- Doctor Who – serie TV, episodio 7x11 (2013)
- Il Trono di Spade (Game of Thrones) – serie TV, 18 episodi (2013-2017)
- Victoria – serie TV, 9 episodi (2017)
- Narciso nero (Black Narcissus) – miniserie TV, puntate 2 e 3 (2020)
- Creature grandi e piccole - Un veterinario di provincia (All Creatures Great and Small) – serie TV, episodi 1x02-1x04 (2020)

## Teatro
- Il cerchio di gesso del Caucaso, di Bertolt Brecht. Theatre Royal di York (1957)
- Otello, di William Shakespeare, regia di Tony Richardson, con Ian Holm, Vanessa Redgrave, Zoe Caldwell, Sam Wanamaker, Paul Robeson. Shakespeare Memorial Theatre di Stratford-upon-Avon (1959)
- Tutto è bene quel che finisce bene, di William Shakespeare, regia di Tyrone Guthrie, con Dame Edith Evans, Vanessa Redgrave, Zoe Caldwell. Shakespeare Memorial Theatre di Stratford-upon-Avon (1959)
- Sogno di una notte di mezza estate, di William Shakespeare, regia di Peter Hall, con Ian Holm, Vanessa Redgrave, Zoe Caldwell, Roy Dotrice, Albert Finney. Shakespeare Memorial Theatre di Stratford-upon-Avon (1959)
- Coriolano, di William Shakespeare, regia di Peter Hall, con Laurence Olivier, Dame Edith Evans, Ian Holm, Vanessa Redgrave. Shakespeare Memorial Theatre di Stratford-upon-Avon (1959)
- Re Lear, di William Shakespeare, regia di Glen Byam Shaw, con Charles Laughton, Ian Holm, Albert Finney, Zoe Caldwell. Shakespeare Memorial Theatre di Stratford-upon-Avon (1959)
- Il mercante di Venezia, di William Shakespeare, regia di Michael Langham, con Peter O'Toole, Dorothy Tutin, Ian Holm. Shakespeare Memorial Theatre di Stratford-upon-Avon (1959)
- I due gentiluomini di Verona, di William Shakespeare, regia di Peter Hall. Shakespeare Memorial Theatre di Stratford-upon-Avon (1960)
- La bisbetica domata, di William Shakespeare, regia di John Barton, con Peter O'Toole, Peggy Ashcroft, Ian Richardson. Shakespeare Memorial Theatre di Stratford-upon-Avon (1960)
- Troilo e Cressida, di William Shakespeare, regia di Peter Hall, con Peter O'Toole, Denholm Elliott, Dorothy Tutin. Shakespeare Memorial Theatre di Stratford-upon-Avon (1960)
- Il racconto d'inverno, di William Shakespeare, regia di Peter Wood, con Peggy Ashcroft. Shakespeare Memorial Theatre di Stratford-upon-Avon (1960)
- La duchessa di Amalfi, di John Webster, regia di Donald McWhinnie, con Siân Phillips. Shakespeare Memorial Theatre di Stratford-upon-Avon (1960)
- Ondine, di Jean Giraudoux, regia di Peter Hall, con Leslie Caron. Aldwych Theatre di Londra (1961)
- The Devils, di John Whiting, regia di Peter Wood, con Dorothy Tutin. Aldwych Theatre di Londra (1961)
- Becket e il suo re, di Jean Anouilh, regia di Peter Hall, con George Murcell. Aldwych Theatre e Gielgud Theatre di Londra (1961)
- La bisbetica domata, di William Shakespeare, regia di Maurice Daniels, con Vanessa Redgrave, Roy Dotrice. Aldwych Theatre di Londra (1961)
- Re Lear, di William Shakespeare, regia di Peter Brook, con Paul Scofield, Irene Worth. Shakespeare Memorial Theatre di Stratford-upon-Avon (1961)
- La commedia degli errori, di William Shakespeare, regia di Clifford Williams, con Ian Richardson. Shakespeare Memorial Theatre di Stratford-upon-Avon (1961)
- The Art of Seduction, tratto da Le relazioni pericolose di Pierre-Ambroise-François Choderlos de Laclos, regia di John Barton. Aldwych Theatre di Londra (1962)
- Sogno di una notte di mezza estate, di William Shakespeare, regia di Peter Hall, con Ian Holm. Shakespeare Memorial Theatre di Stratford-upon-Avon (1962)
- La bisbetica domata, di William Shakespeare, regia di Maurice Daniels. Shakespeare Memorial Theatre di Stratford-upon-Avon (1962)
- Macbeth, di William Shakespeare, regia di Donald McWhinnie, con Irene Worth. Royal Shakespeare Theatre di Stratford-upon-Avon (1962)
- La commedia degli errori, di William Shakespeare, regia di Clifford Williams. Royal Shakespeare Theatre di Stratford-upon-Avon (1962)
- Re Lear, di William Shakespeare, regia di Peter Brook, con Paul Scofield, Irene Worth. Royal Shakespeare Theatre di Stratford-upon-Avon (1962)
- La commedia degli errori, di William Shakespeare, regia di Clifford Williams. Aldwych Theatre di Londra (1962)
- La tragica storia del Dottor Faust, di Christopher Marlowe, regia di Clifford Williams. Royal Shakespeare Theatre di Stratford-upon-Avon (1962)
- Re Lear, di William Shakespeare, regia di Peter Brook, con Paul Scofield, Irene Worth. Aldwych Theatre di Londra (1962)
- Sogno di una notte di mezza estate, di William Shakespeare, regia di Peter Hall, con Judi Dench. Royal Shakespeare Theatre di Stratford-upon-Avon (1962)
- I fisici, di Friedrich Dürrenmatt, regia di Peter Brook. Aldwych Theatre di Londra (1963)
- Re Lear, di William Shakespeare, regia di Peter Brook, con Paul Scofield, Irene Worth. Tour statunitense ed europeo (1964)
- La dodicesima notte, di William Shakespeare, regia di Clifford Williams, con Frances de la Tour. Royal Shakespeare Theatre di Stratford-upon-Avon (1966)
- The Hollow Crown, scritto e diretto da John Barton. Tour britannico (1967)
- Abelard and Heloise, di Ronald Millar, regia di Robin Phillips, con Keith Michell. Wyndham's Theatre di Londra (1970)
- Abelard and Heloise, di Ronald Millar, regia di Robin Phillips, con Keith Michell. Brooks Atkinson Theatre di New York (1971)
- 'Tis Pity She's a Whore, di John Ford, regia di Roland Joffé. Old Vic di Londra (1972)
- Macbeth, di William Shakespeare, regia di Michael Blakemore, con Anthony Hopkins. Old Vic di Londra (1972)
- Il misantropo, di Molière, regia di John Dexter. Old Vic di Londra (1972)
- Acrobati, di Tom Stoppard, regia di Peter Wood, con Michael Hordern. Old Vic di Londra (1972)
- Pigmalione, di George Bernard Shaw, regia di John Dexter, con Bob Hoskins. Albery Theatre di Londra (1973)
- Phaedra Britannica, di Tony Harrison, regia di John Dexter. Old Vic di Londra (1975)
- Phaedra Britannica, di Tony Harrison, regia di John Dexter. St James di New York (1975)
- The Guardsman, di Ferenc Molnár, regia di Peter Wood. National Theatre di Londra (1977)
- Night and Day, di Tom Stoppard, regia di Peter Wood. Phoenix Theatre di Londra (1978)
- Heartbreak House, di George Bernard Shaw, regia di John Dexter, con Rosemary Harris. Theatre Royal di Bath e Royal Shakespeare Theatre di Stratford-upon-Avon (1982)
- Colette, libretto di Tom Jones, musiche di Harvey Schmidt, regia di Dennis Rosa. Fifth Avenue Theatre di Seattle e Auditorium Theatre di Denver (1982)
- Il piccolo Eyolf, di Henrik Ibsen, regia di Clare Davidson. Lyric Hammersmith di Londra (1984)
- Antonio e Cleopatra, di William Shakespeare, regia di Robin Phillips, con Denis Quilley. Chichester Theatre Festival di Chichester (1985)
- Wildfire, di N. Richard Nash, regia di Peter Wood. Theatre Royal di Bath (1986)
- Follies, libretto di James Goldman, musiche e parole di Stephen Sondheim, regia di Mike Ockrent, con Julia McKenzie, Dolores Gray. Shaftesbury Theatre di Londra (1987)
- All For Love, di John Dryden, regia di Jonathan Kent. Almeida Theatre di Londra (1990)
- Putting It Together, di Stephen Sondheim, regia di Julia McKenzie. Old Fire Station Theatre di Oxford (1992)
- Medea, di Euripide, regia di Jonathan Kent. Almeida Theatre di Londra (1992)
- Medea, di Euripide, regia di Jonathan Kent. Wyndham's Theatre di Londra e tour britannico (1993)
- Medea, di Euripide, regia di Jonathan Kent. Longrace Theatre di New York (1994)
- Madre Coraggio e i suoi figli, di Bertolt Brecht, regia di Jonathan Kent. National Theatre di Londra (1995)
- Chi ha paura di Virginia Woolf?, di Edward Albee, regia di Howard Davies, con David Suchet. Almeida Theatre di Londra (1996)
- Chi ha paura di Virginia Woolf?, di Edward Albee, regia di Howard Davies, con David Suchet. Aldwych Theatre di Londra (1997)
- Fedra, di Racine, regia di Jonathan Kent. Albery Theatre di Londra e Brooklyn Academy of Music di New York (1998)
- Britannico, di Racine, regia di Jonathan Kent. Albery Theatre di Londra e Brooklyn Academy of Music di New York (1998)
- Humble Boy, di Charlotte Jones, regia di John Caird, con Simon Russell Beale e Denis Quilley. National Theatre di Londra (2001)
- The Hollow Crown, scritto e diretto da John Barton. Tour britannico, neozelandese ed australiano (2002)
- Improvvisamente, l'estate scorsa, di Tennessee Williams, regia di Michael Grandage. Lyceum Theatre di Sheffield e Albery Theatre di Londra (2004)
- Honour, di Joanna Murray-Smith, regia di David Grindley. Wyndham's Theatre di Londra (2006)
- Tutto su mia madre, tratto dall'omonimo film di Pedro Almodóvar, riadattato da Samuel Adamson, regia di Tom Cairns, con Lesley Manville, Mark Gatiss. Old Vic di Londra (2007)
- Il giardino dei ciliegi, di Anton Čechov, regia di Philip Franks. Chichester Theatre Festival di Chichester (2008)
- Hay Fever, di Noël Coward, regia di Nikolai Foster. Chichester Theatre Festival di Chichester (2009)
- Pigmalione, di George Bernard Shaw, regia di Philip Prowse, con Rupert Everett. Garrick Theatre di Londra (2011)
- My Fair Lady, libretto di Alan Jay Lerner, musiche di Frederick Loewe, regia di Bartlett Sher, con Lauren Ambrose, Norbert Leo Butz. Lincoln Center di New York (2018)

## Riconoscimenti
- Golden Globe
  - 1972 – Candidatura Migliore attrice non protagonista per Anche i dottori ce l'hanno
- Emmy Award
  - 1967 – Candidatura Migliore attrice protagonista in una serie drammatica per Agente speciale
  - 1968 – Candidatura Migliore attrice protagonista in una serie drammatica per Agente speciale
  - 1997 – Miglior attrice non protagonista per una miniserie o film TV per Rebecca
  - 2002 – Candidatura Miglior attrice non protagonista per una miniserie o film TV per Victoria & Albert
  - 2013 – Candidatura Miglior attrice guest star in una serie drammatica per Il Trono di Spade
  - 2014 – Candidatura Miglior attrice guest star in una serie drammatica per Il Trono di Spade
  - 2015 – Candidatura Miglior attrice guest star in una serie drammatica per Il Trono di Spade
  - 2018 – Candidatura Miglior attrice guest star in una serie drammatica per Il Trono di Spade

- BAFTA
  - 1990 – Miglior attrice televisiva per Mother Love
  - 2000 – Premio Speciale
- Critics' Choice Awards
  - 2013 – Candidatura Miglior guest star in una serie drammatica per Il Trono di Spade
  - 2014 – Candidatura Miglior guest star in una serie drammatica per Il Trono di Spade
- Broadcasting Press Guild
  - 1990 – Miglior attrice per Mother Love
- CableACE Award
  - 1996 – Candidatura Miglior attrice non protagonista in una miniserie TV per Screen Two
- Laurel Award	
  - 1970 – Candidatura Miglior nuovo volto per Assassination Bureau
- Saturn Award
  - 2022 – Nomination miglior attrice non protagonista per Ultima notte a Soho

- Tony Award
  - 1971 - Candidatura Miglior attrice protagonista in un'opera teatrale per Abelardo ed Eloisa
  - 1975 – Candidatura Miglior attrice protagonista in un'opera teatrale per Il misantropo
  - 1994 – Miglior attrice protagonista in un'opera teatrale per Medea
  - 2018 – Candidatura Miglior attrice non protagonista in un musical per My Fair Lady
- Premio Laurence Olivier
  - 1994 – Candidatura Miglior attrice per Medea
  - 1996 – Candidatura Miglior attrice per Madre Coraggio e i suoi figli
  - 1997 – Candidatura Miglior attrice per Chi ha paura di Virginia Woolf?
  - 1999 – Candidatura Miglior attrice per Britannico e Fedra
- Drama Desk Award
  - 1975 – Candidatura Miglior attrice protagonista in uno spettacolo per Il misantropo
  - 1994 – Candidatura Miglior attrice protagonista in uno spettacolo per Medea
  - 2018 – Candidatura Miglior attrice non protagonista in un musical per My Fair Lady
- Evening Standard Theatre Awards
  - 1992 – Miglior attrice per Medea
  - 1996 – Miglior attrice per Chi ha paura di Virginia Woolf?

## Doppiatrici italiane
Nelle versioni in italiano delle opere in cui ha recitato, Diana Rigg è stata doppiata da:
- Rita Savagnone in Agente 007 - Al servizio segreto di Sua Maestà, Il Trono di Spade
- Angiolina Quinterno in Assassination Bureau, Agente speciale (2ª voce)
- Aurora Cancian in Giallo in casa Muppet, Ultima notte a Soho
- Adriana De Roberto in 23 pugnali per Cesare
- Lorenza Biella in Oscar insanguinato
- Germana Dominici in Delitto sotto il sole
- Alba Cardilli in Biancaneve
- Vittoria Febbi in Alla ricerca dello stregone
- Sonia Scotti in Heidi
- Gabriella Genta ne Il velo dipinto
- Franca Lumachi in Ogni tuo respiro
- Mirella Pace in Agente speciale (1ª voce)
- Silvia Pepitoni in Agente speciale (3ª voce)
- Manuela Andrei in Testimone d'accusa
- Paila Pavese in Passione sotto la cenere
- Ludovica Modugno in In volo per un sogno
- Marzia Ubaldi in Sansone e Dalila
- Solvejg D'Assunta in In the Beginning - In principio era
- Vanna Busoni in Carlo II - Il potere e la passione
- Maria Pia Di Meo in Victoria
- Melina Martello in Narciso nero
- Daniela Debolini in Creature grandi e piccole - Un veterinario di provincia